# Gregorius van Brugge
Gregorius van Brugge (Brugge, 15 januari 1639 – aldaar, 12 februari 1706), geboren Jan-Baptist Grenier, was een Zuid-Nederlands kapucijn en hagiograaf.

## Levensloop
Jan Grenier trad in bij de kapucijnen in 1664 en werd op 1 maart 1670 in Antwerpen tot priester gewijd. Hij nam zijn intrek in kloosters van de orde, achtereenvolgens in Mechelen, Kortrijk, Doornik, Brussel en Maastricht. In het Brugse klooster verbleef hij tweemaal, van 1677 tot 1681 en van 1704 tot aan zijn dood.
Naast de normale activiteiten van predicatie en andere die van een kapucijn werden verwacht, interesseerde Gregorius zich voor bekeerlingen en vertaalde twee hagiografieën gewijd aan bekeerde Schotten. Twee Schotten die zich niet alleen bekeerden, maar kapucijn werden en als missionaris naar hun geboorteland terugkeerden: George Lesley en John Forbes.

## Publicaties
- Wonderbaere en geluckighe missie naer Engeland ofte Schotlandt ofte leven van den eerweerden P. Archangelus van Schotlandt, capucijn, missionaris apostolijk, voormaels Georgius, grave van Lesley, Brugge, Vander Meulen, 1700, met talrijke heruitgaven, tot begin twintigste eeuw, ook: Antwerpen, 1701 - Amsterdazm, 1782 - Gent, 1847 & 1904.
- Tweeden Alexius ofte wonderbare bekeeringhe, leven en dood van den Eerweerdighen Pater Archangelus Forbes, capucin, Brugge, 1704.